# الحمراوين
قرية الحمراوين هي إحدى القرى التابعة لمدينة القصير في محافظة البحر الأحمر في جمهورية مصر العربية، حسب إحصاءات سنة 2018، بلغ إجمالي السكان في الحمراوين 942 نسمة، منهم 506 رجل و 436 امرأة.